# Palácio de La Moneda
O Palácio de La Moneda ou simplesmente La Moneda é a sede da Presidência da República do Chile. Também abriga o Ministério do Interior, a Secretaria Geral da Presidência e a Secretaria Geral do Governo.
Está localizado no centro da cidade de Santiago, entre as ruas Moneda (ao norte), Teatinos (a oeste), Morandé (a leste) e a Alameda "Libertador Bernardo O'Higgins" (ao sul). O palácio é ladeado por duas praças: ao sul, pela praça da Cidadania e, ao norte, pela Praça da Constituição.

## História
O Palácio de la Moneda foi projetado originalmente para abrigar a Casa da Moeda, quando o Chile era uma colônia espanhola. Devido à falta de recursos do governo colonial, a Casa Real Espanhola entregou o projeto a um particular. Graças ao financiamento por Francisco García de Huidobro, I Marquês de Casa Real, o palácio foi construído entre 1784 e 1812. O arquiteto responsável foi o italiano Joaquín Toesca. A Casa da Moeda foi inaugurada oficialmente em 1805, mas a construção completa só foi finalizada em 1812. Suas paredes são construídas com pedras muito grandes, chegando a mais de um metro de largura, para dar à construção a resistência necessária aos frequentes abalos sísmicos que ocorrem em Santiago. Na realidade, o Palácio de La Moneda é uma das poucas construções da era colonial que ainda permanecem em pé na capital chilena.
Durante a independência do Chile, foi neste palácio que se cunharam as primeiras moedas do Chile independente. Durante o mandato do presidente Manuel Bulnes Prieto, em 1845, o Palácio de la Moneda foi convertido em sede do Governo Chileno, e residência oficial de seus presidentes. A função de Casa da Moeda foi exercida até o ano de 1929. Em 1932, uma reforma acrescentou um terceiro pavimento à fachada sul do prédio. Foi residência oficial de presidentes até o final do mandato de Carlos Ibáñez del Campo, em 1958.

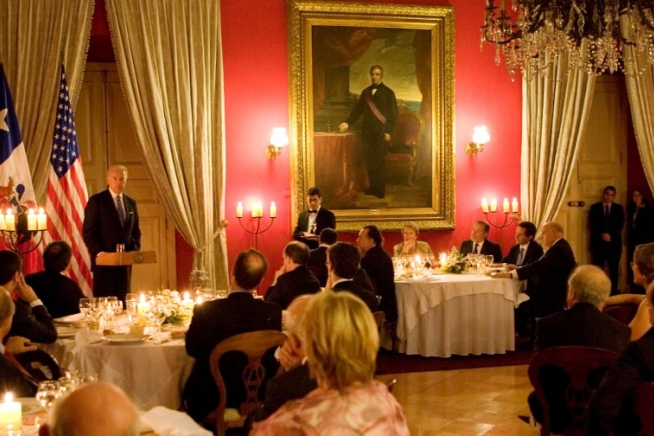
O vice-presidente Joe Biden faz um brinde durante um jantar com a presidente chilena, Michelle Bachelet, no La Moneda, em Santiago, Chile, sábado, 28 de março de 2009. 31 de março de 2009.

Durante o golpe de estado de 11 de setembro de 1973, em que foi deposto e morreu - provavelmente cometeu suicídio - o presidente Salvador Allende, o edifício foi duramente bombardeado pelos canhões do Exército chileno e por aviões da Força Aérea chilena. Depois de três horas de luta e bombardeando o Palácio de La Moneda com aviões da força aérea foi este ocupado pelo exército. O efeito dos explosivos, adicionados ao incêndio que se propagou a seguir, destruíram não só parte do prédio como documentos e tesouros inestimáveis. Por exemplo, a Ata de Independência do Chile, de 1818, foi irremediavelmente perdida.

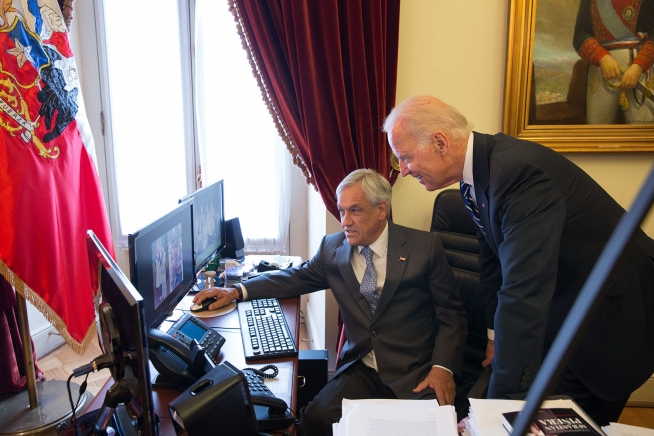
O vice-presidente Joe Biden olha as fotos dos netos do presidente chileno Sebastian Piñera, no gabinete do presidente no Palácio de la Moneda, em Santiago, Chile, em 10 de março de 2014.

Durante a ditadura de Augusto Pinochet algumas áreas foram restritas e modificações foram feitas para reduzir o acesso, por ordem de Augusto Pinochet, para evitar o seu simbolismo. Lanternas do Oriente e do lado oeste entradas, como as do Norte e do Sul, juntamente com os seus portões também foram suprimidas. Entretanto, certas modificações foram introduzidas. A tradicional porta pela rua Morandé 80 foi lacrada, e o salão Independência, onde morreu Salvador Allende, foi eliminado da obra. O edifício foi reinaugurado ao mesmo tempo em que Augusto Pinochet iniciou seu período de governo sob a Constituição de 1980, em 11 de março de 1981. Durante a reconstrução do Palácio de la Moneda, a sede do governo foi o Edifício Diego Portales.
Após o fim da era Pinochet, e com a redemocratização do Chile, durante o governo do presidente Eduardo Frei Ruiz-Tagle, o edifício foi repintado em sua cor original, branco gelo. Posteriormente, o presidente Ricardo Lagos Escobar reabriu a passagem para pedestres no interior do palácio e também, em gesto carregado de simbolismo, reabriu a porta pela rua Morandé 80, quando completaram-se 30 anos do golpe militar de 1973. Por esta porta, o presidente pode entrar de modo tranquilo no palácio sem usar o portão principal onde forçosamente deve receber as honras da Guarda. Simbolicamente, é por onde saem os presidentes ao término de seu mandato.

## Arquitetura
Há próxima ao Palácio uma praça com todos os presidentes em estátuas e destaque acentuado para a estátua de Allende. Nesta praça também estão situados alguns órgãos governamentais e alguns jornais, como o Diário de La Nación. No interior do palácio há um pátio, conhecido como "Patio de los Naranjos", porque há laranjeiras plantadas e frutificantes. A guarda do Palácio e seus arredores é realizada pelo Exército Chileno, que utiliza uniformes muito parecidos com os uniformes da Alemanha pré-Nazista, um reflexo da influência alemã nas forças armadas chilenas ocorrida no início do século XX. O Palácio de la Moneda é destino da maioria das manifestações políticas da população de Santiago. No subsolo da Praça da Cidadania fica o Centro Cultural Palácio La Moneda, um centro cultural com galerias de exposições e que também abriga a Cinemateca Nacional.

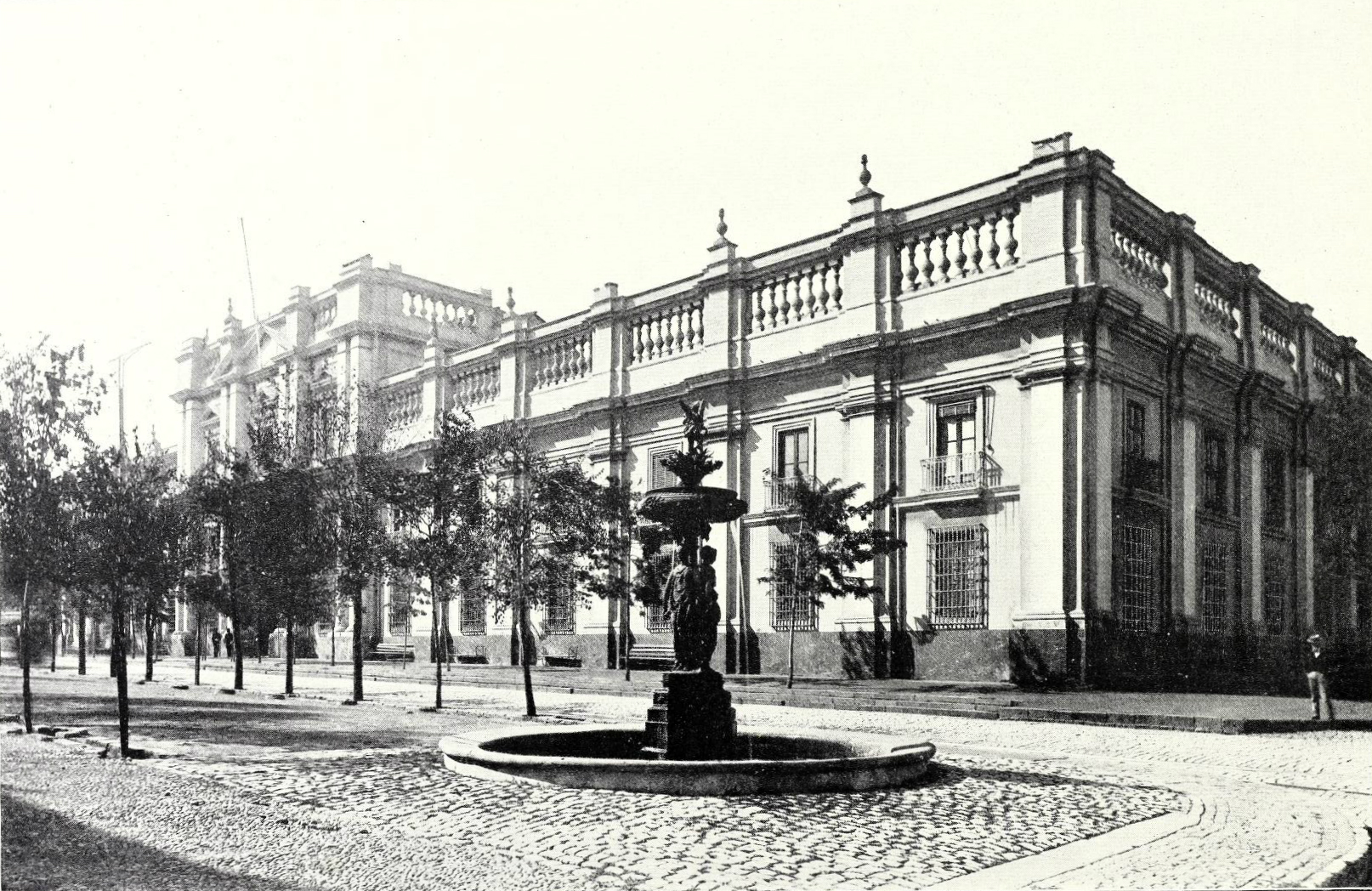
La Moneda em 1904.
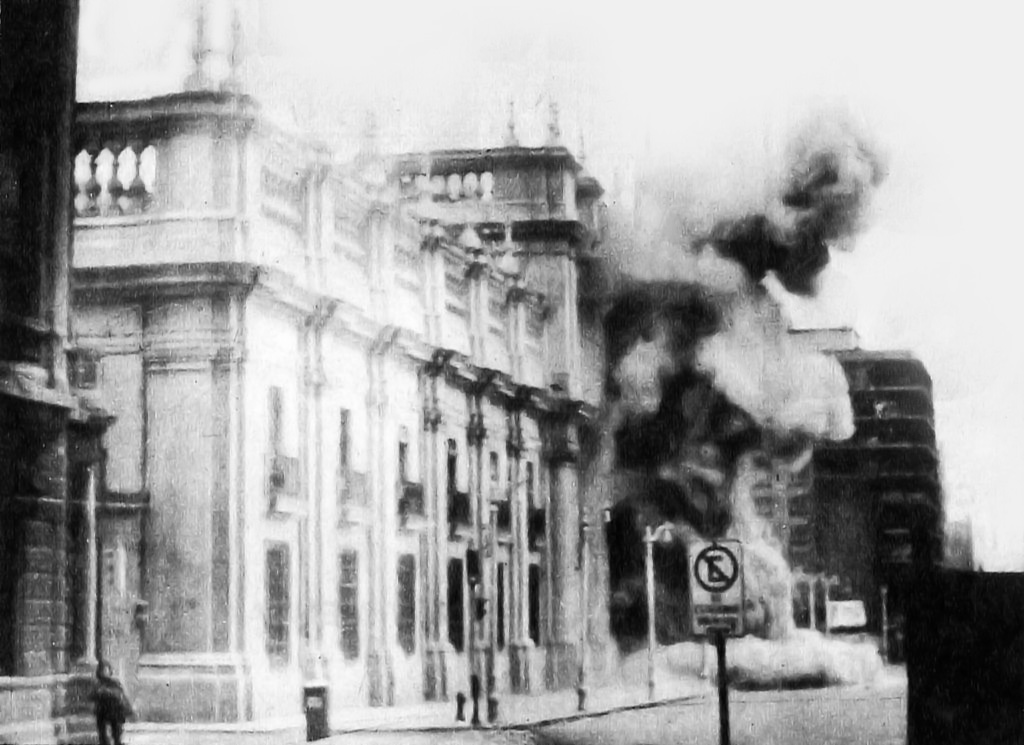
Bombardeio ao Palácio de La Moneda durante o golpe militar de 1973.
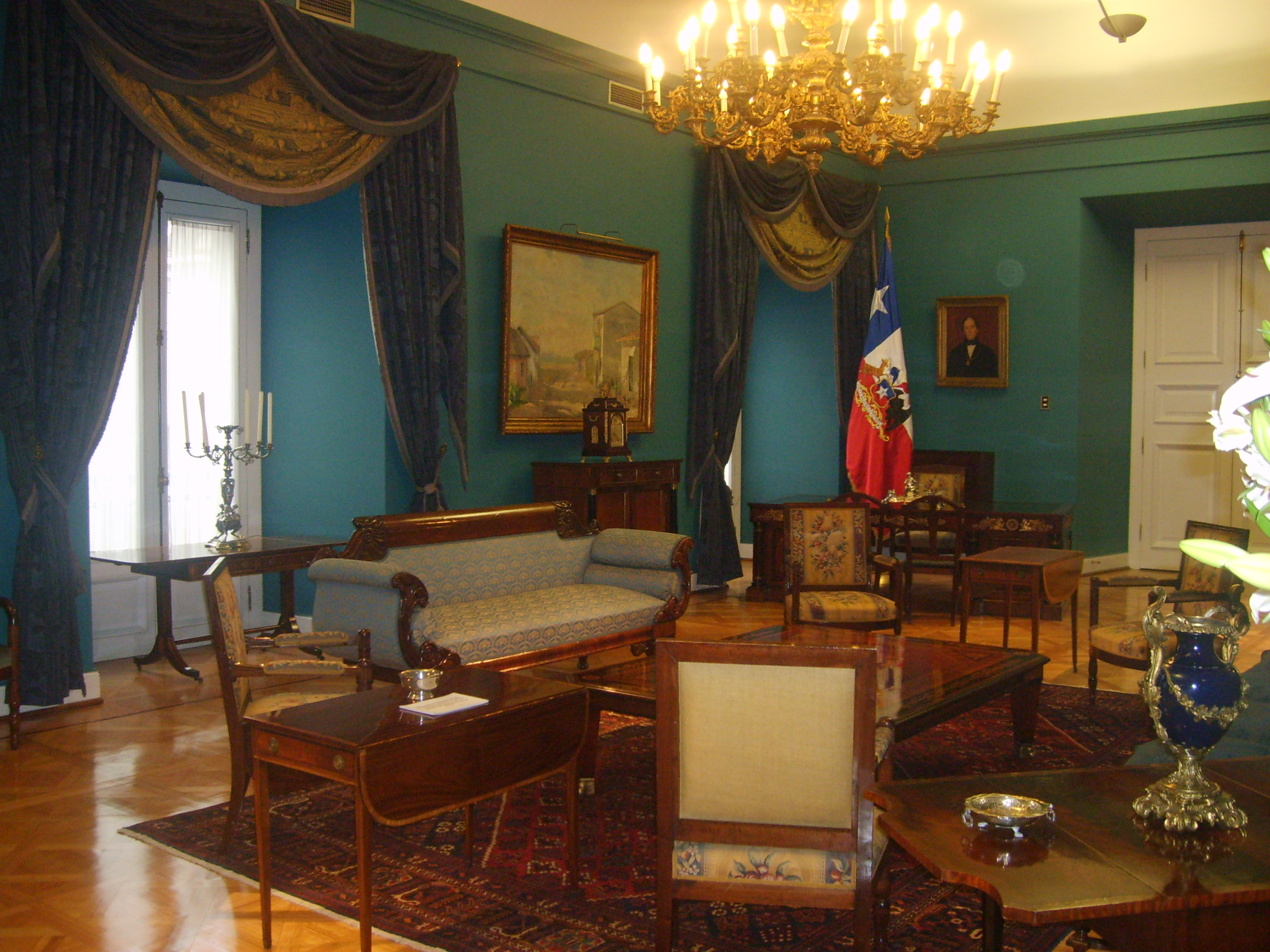
Salón Azul, do Palácio de La Moneda.
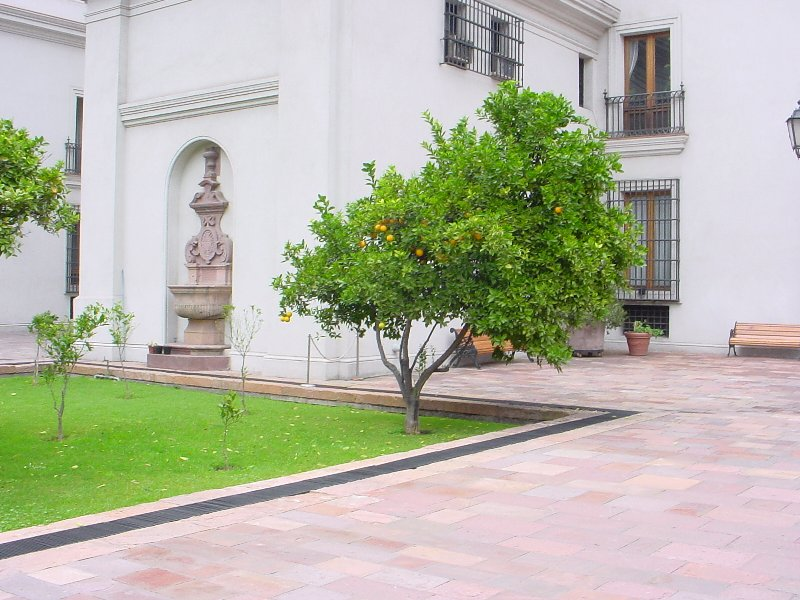
Pátio interno do palácio La Moneda, conhecido como Pátio de Los Naranjos.
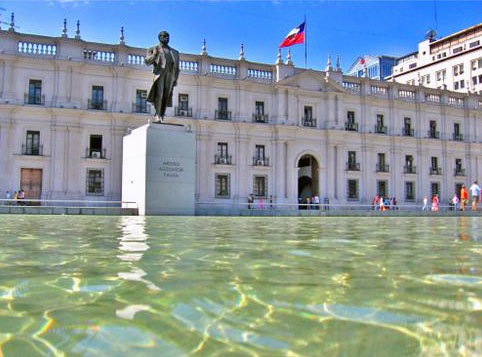
Praça da cidadania.
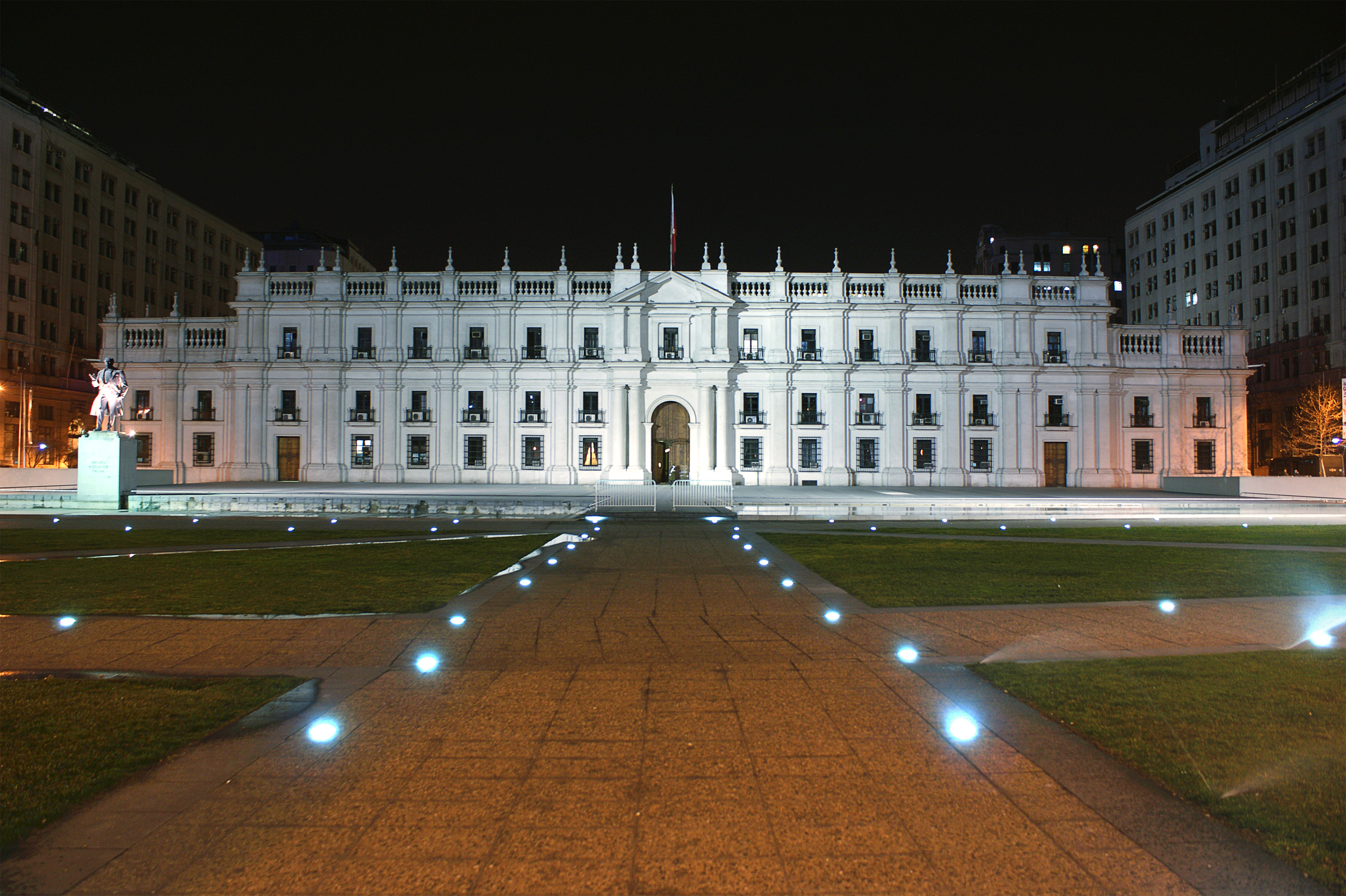
La Moneda a noite.